# 罗庄镇 (唐县)
罗庄镇，是中华人民共和国河北省保定市唐县下辖的一个乡镇级行政单位。
2016年6月21日，河北省民政厅批复同意撤销罗庄乡，设立罗庄镇，镇人民政府驻东罗庄村京赞路11号。

## 行政区划
罗庄镇下辖以下地区：
东罗庄村、十八渡村、东庄湾村、灌城村、北屯村、坡下村、坡上村、南屯村、西王庄村、西罗庄村、南罗庄村、北罗庄村、赵家庄村、北伏城村、南伏城村、勺堤村和岸上村。